# Ealing Common (Metropolitano de Londres)
Ealing Common é uma estação que pertence ao Metropolitano de Londres. Ela é servida pela District line e pela Piccadilly line.

## História
A estação Ealing Common foi inaugurada em 1 de julho de 1879 pela District Railway (DR, agora a District line) em sua extensão da Turnham Green até Ealing Broadway. De 1886 até 1 de março de 1910, a estação era conhecida como Ealing Common e West Acton, após o que mudou para seu nome atual.
Em 23 de junho de 1903, a DR inaugurou uma extensão dos trilhos do norte de Ealing Common. A extensão inicialmente alcançava até Park Royal & Twyford Abbey (fechada e substituída pela Park Royal em 1931), onde o recinto de exposições Park Royal da Royal Agricultural Society havia sido inaugurado recentemente, antes de ser aberto para South Harrow em 28 de junho de 1903.